# Carlo Sabatini
Carlo Sabatini (Roma, 7 aprile 1932 – Roma, 10 aprile 2020) è stato un attore e doppiatore italiano.

## Biografia
Esordì al cinema interpretando un soldato in Senso, diretto da Luchino Visconti, per conto del quale prestò inoltre la voce ad Alain Delon ne Il Gattopardo e apparve in Boccaccio '70. Portando avanti una parallela attività teatrale, nei primi anni di carriera come attore del grande e piccolo schermo venne talvolta accreditato con lo pseudonimo di Carlo Delmi; recitò in diverse occasioni per i registi Anton Giulio Majano, Vittorio Sindoni e Leandro Castellani e occasionalmente ebbe ruoli anche in produzioni internazionali. 
Negli anni doppiò svariati attori stranieri, fra cui Bruce Lee ne I 3 dell'Operazione Drago, Joe Pesci in Tutti dentro, Morgan Freeman ne Le ali della libertà, Harvey Keitel in Dal tramonto all'alba e Ian McKellen nel ruolo di Magneto nei film degli X-Men. Nelle serie televisive prestò la voce italiana a Martin Sheen in West Wing - Tutti gli uomini del Presidente e James Avery nel ruolo di Philip Banks in Willy, il principe di Bel-Air.
Nel 2003 fu tra gli interpreti della miniserie televisiva Soraya di Lodovico Gasparini e nel 2006 ebbe il ruolo del Cardinale Fabretti nell'horror Omen - Il presagio, diretto da John Moore. Suo figlio, Gabriele Sabatini, è a sua volta doppiatore.
È morto a Roma il 10 aprile 2020, tre giorni dopo il suo 88º compleanno.

## Filmografia

### Cinema
- Senso, regia di Luchino Visconti (1954)
- Allegro squadrone, regia di Paolo Moffa (1954)
- Guerra e pace (War and Peace), regia di King Vidor (1956)
- Il lavoro, episodio di Boccaccio '70, regia di Luchino Visconti (1962)
- Sacco e Vanzetti, regia di Giuliano Montaldo (1971)
- E se per caso una mattina..., regia di Vittorio Sindoni (1972)
- La signora è stata violentata, regia di Leandro Castellani (1973)[2]
- Ridendo e scherzando, regia di Marco Aleandri (1978)[3]
- Ragione di stato (La Raison d'État), regia di André Cayatte (1978)
- I figli non si toccano!, regia di Nello Rossati (1978)
- Vite strozzate, regia di Ricky Tognazzi (1996)
- Per non dimenticarti, regia di Mariantonia Avati (2006)[4]
- Omen - Il presagio (The Omen), regia di John Moore (2006)
- Habemus film - Perugia oggi, regia di Roberto Goracci e Alessio Ortica (2016)

### Televisione
- Ottocento, regia di Anton Giulio Majano – miniserie TV, 2 puntate (1959)
- Giallo club - Invito al poliziesco – serie TV, 2 puntate (1960)
- Una tragedia americana, regia di Anton Giulio Majano – miniserie TV, 4 puntate (1962)
- L'equipaggio al completo, regia di Anton Giulio Majano – teleteatro, prosa trasmessa il 25 giugno 1962.[5]
- Ore disperate, regia di Anton Giulio Majano – teleteatro, prosa trasmessa il 10 settembre 1962.
- I fuochi di San Giovanni di Hermann Sudermann, regia di Edmo Fenoglio – prosa televisiva trasmessa dal Programma Nazionale il 14 ottobre 1966.[6]
- La pietà di novembre di Franco Brusati, regia di Valerio Zurlini e Lino Procacci – prosa televisiva trasmessa il 28 dicembre 1968.[7]
- I promessi sposi, regia di Sandro Bolchi – miniserie TV, 2 puntate (1967)
- I giorni della storia: Caio Gracco, regia di Piero Schivazappa (1968) – film TV
- Qualcosa di nostro, regia di Giuseppe De Martino – film TV (1969)
- Il corsaro di Marcel Achard, regia di Anton Giulio Majano – prosa televisiva trasmessa il 19 febbraio 1971.[8]
- Quaranta giorni di libertà, regia di Leandro Castellani – miniserie TV (1974)
- Tommaso d'Aquino, regia di Leandro Castellani – film TV (1975)
- Marco Visconti, regia di Anton Giulio Majano – miniserie TV, 2 puntate (1975)
- Qui squadra mobile – serie TV, episodio 2x06 (1976)
- Un delitto perbene, regia di Giacomo Battiato – miniserie TV (1977)[9]
- La gatta – miniserie TV, regia di Leandro Castellani (1978)
- In memoria di una signora amica di Giuseppe Patroni Griffi, regia di Mario Ferrero – prosa televisiva trasmessa dal Secondo canale il 28 ottobre 1978.
- Due donne, regia di Armando Crispino – film TV (1981)
- L'elemento D, regia di Vittorio Barino – miniserie TV (1981)
- Il sottoscritto Giuseppe Donati all'alta corte di giustizia, regia di Leandro Castellani – film TV (1983)
- ...Per il resto tutto bene di Stefano Satta Flores, regia di Stefano Satta Flores e Ugo Gregoretti – prosa televisiva trasmessada Raitre il 4 gennaio 1986.[10]
- Come stanno bene insieme, regia di Vittorio Sindoni – miniserie TV, prima puntata (1989)
- Una fredda mattina di maggio, regia di Vittorio Sindoni – film TV (1990)
- Come una mamma, regia di Vittorio Sindoni – miniserie TV (1990)
- Italia chiamò – serie TV, episodio 1.6 (1992)
- La scalata, regia di Vittorio Sindoni – miniserie TV (1993)
- Mamma mi si è depresso papà, regia di Paolo Poeti (1996)[11]
- Avvocati – serie TV (1998)
- Cronaca nera, regia di Gianluigi Calderone e Ugo Fabrizio Giordani – miniserie TV (1998)
- Una donna per amico – serie TV, episodio 1.8 (1998)
- Cuori rubati – serial TV, 50 episodi (2002)
- Soraya, regia di Lodovico Gasparini – miniserie TV (2003)
- Diritto di difesa – serie TV, episodi 1.21 e 1.22 (2004-2005)
- Giovanni Paolo II (Pope John Paul II), regia di John Kent Harrison – miniserie TV (2005)
- R.I.S. Roma - Delitti imperfetti – serie TV, episodi 1x07-1x13-1x20 (2010)
- Che Dio ci aiuti – serie TV, episodio 1.1 (2011)

## Teatro
- Come tu mi vuoi di Luigi Pirandello, regia di Giorgio Albertazzi, con Anna Proclemer, Roldano Lupi e Paola Borboni (1966)[12]
- La monaca di Monza di Giovanni Testori, regia di Luchino Visconti, con Sergio Fantoni, Adriana Alben, Lilla Brignone, Anna Carena, Valentina Fortunato e Mariangela Melato (1967)[13] [14]
- Senilità di Italo Svevo, regia di Walter Maestosi, con Mario Bussolino, Mariateresa Bax e Laura Rizzoli (1972)[15]
- Assassinio nella cattedrale di T. S. Eliot, regia di Sergio Bargone (1976)[16]
- Il cedro del Libano di Diego Fabbri, regia di Nello Rossati, con Anna Miserocchi, Paolo Carlini e Cecilia Polizzi (1977)[17]
- Esame del comportamento di un matrimonio di gruppo di Salvato Cappelli, regia di Nello Rossati (1977)[17]
- Grandiosa svendita di fine stagione, testo e regia di Stefano Satta Flores, con Angiola Baggi (1982)[18]
- Giù le mani dai miei pensieri, testo e regia di Stefano Satta Flores (1982)[18]
- Una donna normale, testo e regia di Stefano Satta Flores (1982)[18]
- Per il resto tutto bene di Stefano Satta Flores, regia di Ugo Gregoretti, con Stefano Satta Flores e Paola Tedesco (1984)[19]
- Felicita Clombo di Giuseppe Adami, regia di Patrick Rossi Gastaldi, con Valeria Valeri (2000)[20]

## Doppiaggio

### Cinema
- Ian McKellen in Restoration - Il peccato e il castigo, X-Men, X-Men 2, X-Men - Conflitto finale, Wolverine - L'immortale, X-Men - Giorni di un futuro passato
- Jon Voight in Un tranquillo weekend di paura, Bratz, Pride and Glory - Il prezzo dell'onore
- Kris Kristofferson in Alice non abita più qui, Dance with me, La verità è che non gli piaci abbastanza
- Robert Duvall in La lettera scarlatta, Conflitto d'interessi
- John Mahoney in Non per soldi... ma per amore, Mister Hula Hoop, L'amore secondo Dan
- Jan-Michael Vincent in Un mercoledì da leoni, I due invincibili
- Morgan Freeman in Le ali della libertà
- John Hurt in Sua Maestà viene da Las Vegas, Rob Roy
- Clint Eastwood in Gunny, Pink Cadillac
- Christopher Walken in Pulp Fiction, Ancora vivo
- Donald Sutherland in I delitti del rosario, L'arte della guerra
- Tom Wilkinson in L'importanza di chiamarsi Ernest, Chain of Fools
- Harvey Keitel in Copkiller (L'assassino dei poliziotti), Dal tramonto all'alba
- Robert Blake in Ucciderò Willie Kid
- Harris Yulin in The Believers - I credenti del male, Analisi finale
- James Handy in Delitto al Central Park
- Gene Hackman in Colpo vincente, Boxe
- Powers Boothe in Sin City, Sin City - Una donna per cui uccidere
- J. T. Walsh in Hoffa - Santo o mafioso?
- Alain Delon ne Il Gattopardo
- Paul Newman in Twilight
- Nick Nolte in Ricercati: ufficialmente morti
- Marlon Brando in In fuga col malloppo
- William Petersen in Rat Pack - Da Hollywood a Washington
- Bruce Lee ne I 3 dell'operazione Drago
- Tomas Hanak in I fratelli Grimm e l'incantevole strega
- John Shrapnel ne Il gladiatore
- Simon Jones in Miracolo nella 34ª strada
- Richard Jones in Qui dove batte il cuore
- Roderick Cook in Amadeus
- Doug Krizner in Se solo fosse vero
- Peter Jurasik ne La giuria
- Ray Lovelock ne Il delitto del diavolo
- Richard Masur in L'uomo senza volto, It
- Ian Holm in Amleto
- Lee Moore ne I pinguini di Mr. Popper
- Scott Winters in Fuori controllo
- Raymond J. Barry in Un giorno di ordinaria follia
- John Saxon in Tenebre
- Leonard Nimoy in Star Trek VI - Rotta verso l'ignoto
- Michel Bardinet ne I ragazzi del massacro
- Brendan Cauldwell ne Le ceneri di Angela
- Hayati Hamzaoğlu in Insegnami ad uccidere

### Serie televisive
- Ignacio Quirós in Renzo e Lucia - Storia d'amore di un uomo d'onore, Grecia, La vendetta di una donna
- Morgan Sheppard (st. 4),[21] Lee Patterson e Wolf Muser in MacGyver
- Mike Genovese in Flash
- Martin Sheen in West Wing - Tutti gli uomini del Presidente
- James Avery in Willy, principe di Bel Air
- Ken Jenkins in Homefront - La guerra a casa
- Burt Reynolds in Dan August
- Martin Mull in Sabrina, vita da strega
- Enrique Lizalde in Cuore selvaggio
- Arturo Maly in La forza dell'amore
- Victor Hugo Vieyra in Milagros
- Philippe Leroy in Il corsaro

### Animazione
- Bob Shumway in Alf e Alf Tales
- Voce narrante in Spawn
- Reclutatore in Valiant - Piccioni da combattimento
- Chilkot in Koda, fratello orso 2